# Барорецептор
Барорецептори — це спеціалізовані рецепторні клітини, розташовані в стінках кровоносних судин, особливо в аорті та синусі каротидної артерії. Вони відповідають за реакцію організму на зміни артеріального тиску. Ці рецептори є чутливими до розтягнення стінки кровоносної судини, що виникає при проходженні через неї крові під певним тиском.
Барорецептори працюють у взаємодії з автономною нервовою системою, яка відповідає за регулювання функцій організму, не залежно від нашої свідомої волі. Ця система складається з двох гілок: симпатичної та парасимпатичної, які мають протилежний ефект на функціонування органів.
Коли артеріальний тиск зростає, барорецептори відправляють імпульси в мозок, зокрема в міхурі та ядрах продовгастого мозку, що відповідають за регулювання серцево-судинної системи. Ці сигнали викликають зниження активності симпатичної нервової системи, яка відповідає за збільшення серцевої діяльності та скорочення кровоносних судин. При цьому парасимпатична система, яка відповідає за зниження серцевої діяльності та розширення кровоносних судин, стає активнішою.
Якщо артеріальний тиск знижується, барорецептори надсилають сигнали в мозок, що викликає збільшення активності симпатичної нервової системи, яка відповідає за збільшення серцевої діяльності